# Barruera (antic municipi)
|  | Aquest article tracta sobre l'antic municipi. Si cerqueu el poble, vegeu «Barruera». |

| \| ← \| 1812 — 1996 \| → \|                      |                    |   |
| Escut d'armes                                    |                    |   |
| Barruera dins de la Vall de Boí                  |                    |   |
| Període històric                                 | Edat Contemporània |   |
| • Creació del municipi '('Constitució de Cadis)  | 1812               |   |
| • Agregació de Boí, Cardet, Cóll i Erill la Vall | Febrer del 1847    |   |
| • Agregació de Durro                             | 1965               |   |
| • Canvi de nom pel de la Vall de Boí             | 1996               |   |
| Altitud                                          | 1.097,5 m          |   |
| Superfície                                       |                    |   |
| • 2009                                           | 190,91 km2         |   |
| Població                                         |                    |   |
| • 2009                                           | 1.029              |   |
| Densitat                                         | 5,4 h/km²          |   |
| ←                                                | 1812 — 1996        | → |

L'antic municipi de Barruera era un municipi de l'Alta Ribagorça, al qual fou agregat el 1965 l'antic municipi de Durro per tal de formar un municipi més gran, que el 1996 canvià de denominació, passant-se a anomenar la Vall de Boí. L'antic terme de Barruera era la vall mitjana i alta de la Noguera de Tor i tots els seus barrancs afluents de capçalera i de la major part del seu recorregut, llevat del riuet de Durro, on s'estenia el terme antic de Durro. Tenia el seu centre en el poble de Barruera, i des de mitjan segle xix també hi pertanyien els pobles de Boí, Cardet, Cóll, Erill la Vall, a més del balneari i caseria de Caldes de Boí i la caseria de les Cabanasses.

## Perímetre de l'antic terme

### Límit amb l'antic terme de Durro, del terme actual de la Vall de Boí
Comença aquesta descripció del termenat de l'antic municipi de Durro en un punt de la Noguera de Tor equidistant entre els pobles de Cóll (al nord-oest) i d'Iran (al sud-est), a la desembocadura del barranc de Maiedo, afluent per l'esquerra de la Noguera de Tor. En aquest lloc hi havia el triterme entre Barruera, Durro (actualment tots dos formant part del municipi de la Vall de Boí) i Llesp (actualment pertanyent al Pont de Suert.
Des d'aquest punt, el termenal entre Durro i Barruera remuntava la Noguera de Tor fins al lloc on hi ha l'actual presa de Cardet, just al sud-est del poble de Cardet.
El termenal trencava aleshores cap al sud-est, enfilant-se muntanya amunt, per la part inferior de la cresta del Serrat de les Canals, fins, aproximadament, a l'extrem superior de la canonada d'aigua que fa servir la Central Hidroelèctrica de Cardet per a la producció d'energia elèctrica.
Des d'aquest lloc, a uns 1.320 metres d'altitud, el termenal entre aquests dos antics municipis mantenia la cota 1.320, aproximadament, en direcció est-nord-est, per l'Obac de Barruera, sempre pel vessant nord de la Muntanya de Saraís, fins a prop al sud-oest de l'ermita de Sant Quirc de Durro. En aquest lloc l'antiga línia de terme davallava de dret cap al nord-nord-est, fins a tornar a trobar la Noguera de Tor, al nord-est de Barruera.
Des de la llera d'aquest riu, el termenal pujava cap al sud-est fins a la Roca d'Espà, a1.411,4 m. alt. i el Racó, seguia el Serrat des Encantàries, cap a l'est-nord-est, i pujava a la Roca de la Feixa, a 2.092,9, des d'on seguia la carena cap al sud-est, en direcció al Puiafalcons, a 2.051,6. D'aquí, en direcció sud cap al Bony de Ginebrell, o Pic de la Pala Ginebrell, de 2.323,6, i enfila, cap al sud-est, vers la Pala de la Pica de Cerví i la Pica Cerví de Durro, on es trobava el termenal entre Durro, Barruera i Benés, actualment pertanyent a Sarroca de Bellera, del Pallars Jussà.
El darrer tram d'aquest antic termenal delimitava pel costat de ponent l'actual estació d'esquí de Boí i Taüll.

### Límit amb l'antic terme de Benés, del terme de Sarroca de Bellera
De la Pica Cerví de Durro, de 2.656,4 m. alt., el termenal marxa cap a llevant, baixant al Port d'Erta (2.449,6), des d'on, ara cap al sud-est, troba el Bony de l'Aigua Blanca (2.586,7), que és l'extrem nord de la Pica de Cervi, on gira cap al nord-est. Sempre en aquesta direcció, passa pel Pas de Llevata (2.435,6) i el Tuc del Montanyó (o Bony del Muntanyó) (2.510,6), i s'adreça cap al Cap de les Raspes Roies (2.758,7), on arriben els telefèrics de l'Estació d'esquí de Boí-Taüll, que també arriben a diferents punts de la carena entre aquest cim i el Port d'Erta, ja esmentat.
Des del Cap de les Raspes Roies, el termenal emprèn la direcció est-nord-est, i discorre per la Passada de Moró (2.626,5), el Tuc de Moró (2.739,1), i el Tossal de la Mina (2.723,8 m. alt.), des d'on, cap a llevant lleugerament inflexionat cap al nord, va a buscar el Tossal de Rus, de 2.667,7 m. alt. En aquest lloc es troba el triterme entre els municipis de l'Alta Ribagorça de la Vall de Boí (antic municipi de Barruera) i Benés (actualment, aquest darrer, integrat en el terme municipal de Sarroca de Bellera, del Pallars Jussà), i la Torre de Cabdella, del Pallars Jussà, dins del terme històric d'aquest municipi.

### Límit amb la Torre de Cabdella, del Pallars Jussà
Del Tossal de Rus, el termenal, ara amb la Torre de Cabdella, emprèn la direcció nord, fent ziga-zagues per anar seguint les carenes per on discorre. Del Tossal de Rus va cap al Port de Rus (2.616,9 m. alt.) i lo Castell de Rus (2.776,7). Tot seguit, cap a Coll Roi (2.719,3), el Pic de l'Estanyet (2.776,4), i lo Pessó Petit -o Pic Petit del Pessó- (2.793,3), a l'extrem de llevant del Serrat del Forat. En aquest lloc el termenal, encara amb la Vall de Boí, va torcent cap al nord-est. Sempre carenant, va cap al Pic Gran del Pessó (2.894) i el Castellet de Rius (2.886,2), el Pic de les Mussoles (2.876,5), el Coll Pla de Dalt (2.720,3) i el Cap de Reguera (2.800,5), on torna a agafar la direcció nord fins al Pic de Morrano (2.813,5).
Altre cop cap al nord-est, el termenal va carenant cap a la Collada de Morrano (2.633,3), el Pic de Nariolo (2.856,7), on torna a girar cap al nord, i va cap al Pic de Dellui (2.802,2), on emprèn cap al nord-est, i s'adreça a la Collada de Dellui (2.577,4), el Coll (o Colladó) dels Gavatxos (2.667), on ha girat decididament cap a llevant. Al Coll dels Gavatxos es troben els termes municipals de la Torre de Cabdella, Barruera (ara, la Vall de Boí) i Espot). És, per tant, el punt de trobada de les tres comarques: Pallars Jussà, Alta Ribagorça i Pallars Sobirà.
Des del Pic Gran de Pessó fins a aquest punt el límit del terme municipal és també el límit el sector interior del Parc Nacional d'Aigüestortes i Estanys de Sant Maurici.

### Límit amb Espot, del Pallars Sobirà
Al Coll dels Gavatxos, el termenal entre Barruera (la Vall de Boí) i Espot canvia de direcció i marca una línia recta cap al nord, molt lleugerament decantada cap a ponent, que no segueix cap accident geogràfic. Entre el Tossal de la Muntanyeta (a l'oest) i el Pic de Subenuix i el Pic Xic de Subenuix (a l'est), travessa els Estanys dels Gavatxos, frega per l'oest l'Estany Perdut, travessa el barranc de Peixerani, passa ran de l'extrem de ponent de la Bassa de les Granotes, i arriba a un roc, a 2.430,6 m. alt., al cap d'un serrat que és la carena oest de l'Agulla del Portarró.
En aquest lloc torna a trencar sobtadament. Ara cap al nord-oest, va a buscar l'extrem meridional de l'Estany Redó, a 2.118,5 m. alt., des d'on inflexiona cap a l'oest per pujar al Tossal Esbonllat, de 2.637,5. Aleshores marca un arc còncau cap al nord-oest, per anar a buscar el Cap de la Pala Alta d'Estany Llong, de 2.790,3, i altre cop en línia recta va cap al nord-oest per anar a trobar el Gran Tuc de Colomers, de 2.933,5 m. alt. En aquest lloc es troba el punt d'unió dels municipis de Vall de Boi (antic terme de Barruera), de l'Alta Ribagorça, Espot, del Pallars Sobirà, i Naut Aran, de la Vall d'Aran. Es tracta, doncs, d'una altra trobada de tres comarques diferents.

### Límit amb Naut Aran, de la Vall d'Aran
Des del Gran Tuc de Colomers, el termenal amb Naut Aran segueix cap a ponent, fent ziga-zagues per tal d'anar seguint la carena, passa pel Tuc Blanc, (o Pic Blanc), de 2.879,1 m. alt., i va cap a la Creu de Colomers, de 2.894,9, just al nord de l'`Estany de Contraix. El termenal trenca cap al nord-nord-oest i poc després ja cap al nord, fins a arribar al Port de Colomers, de 2.603,4, on torna a decantar-se primer una mica cap a l'oest, després molt decididament, seguint sempre la carena més alta, fins a arribar al Pic de la Tallada Llarga, de 2,752,8 m. alt.

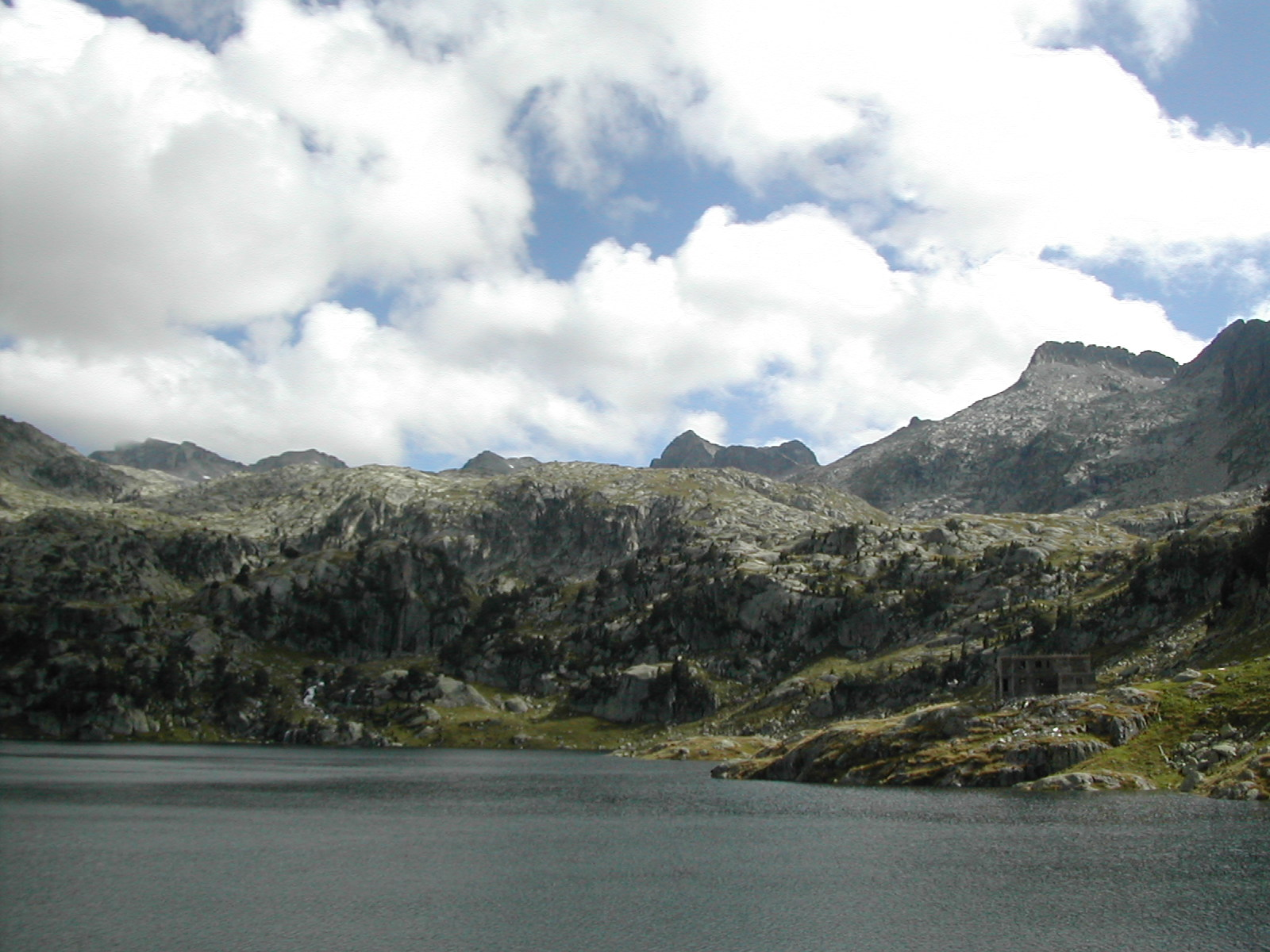
Llac major de Colomers a 2.130 m d'alçada.

Sempre de forma irregular, seguint la carena i, generalment, cap al nord-oest, el termenal s'adreça al Tuc de Llucià, de 2.777,7 m. alt. i després al Pic de Travessani, de 2.754,7. En aquest lloc el termenal fa una essa tancada cap a l'oest i cap al nord, anant a buscar la Feixana Grossa per tal de deixar una vall d'alta muntanya dins del terme de Naut Aran. Després de fer aquest tancat revolt, s'adreça cap al nord, i va a cercar el Coll de Travessani (Còth de Travessani), en aranès, de 2.671,3 m. alt., i el Tuc del Port de Caldes (Tuc deth Pòrt), de 2.783.
Sempre cap al nord, troba el Port de Caldes, de 2.567 m. alt., el Tuc del Cap del Port de Caldes, de 2.671,4, i el Tuc de Ribereta, de 2.675,7, on el terme municipal de la Vall de Boí, en el seu antic terme de Barruera, comença a marcar la corona nord del terme, al damunt de l'Estany del Port de Caldes i l'Estany de les Mangades. Del Tuc de Ribereta, seguint sempre carenes (Pales del Port de Caldes, Raspes de les Monges), va cap al nord-oest, i arriba al Coll de Montardo (Còth de Montardo), de 2.725 m. alt. El termenal no arriba del
 al Montardo, de 2.833,8 m. alt., que queda del tot en territori aranès, però just dessota seu inflexiona cap al sud-oest, per tal de seguir la Serra de Tumeneia, cap al Tuc de les Monges, de 2.698,6 m. alt., damunt i al nord-oest de l'Estany de les Monges, el Tumeneia (Tuc dera Humenèja), de 2.783,1, i la Bretxa de Pauss, de 2.698,7, el Pa de Sucre, de 2.862,6, i el Mussol de Tumeneia, de 2.832,3, que és l'extrem sud-oest de la Serra de Tumeneia.
Continuant sempre per la carena, cap al sud-oest, es troba aviat el Coll d'Harlé, de 2.728,4 m. alt., i la Punta d'Harlé, de 2.885. Encara, sempre carenant en la mateixa direcció, ateny la Bretxa de Peita, on hi ha el Refugi de Besiberri, a 2.765,5m. alt., i de seguida arriba al Besiberri Nord, de 3.009,3. Al Besiberri Nord hi ha un altre punt de trobada de tres termes municipals: la Vall de Boí (Barruera), Naut Aran, de la Vall d'Aran, i Vilaller, de l'Alta Ribagorça, com el primer dels termes esmentats.

### Límit amb Vilaller, de l'Alta Ribagorça
En el primer tram, el termenal amb Vilaller segueix del tot la carena dels Besiberris, cap al sud: Besiberri Nord, Besiberri del Mig, de 2.995,2 m. alt., Pas de Trescazes, a 2.908, i Besiberri Sud, de 3.023,4, sense acabar d'arribar al Pic de Comaloforno, de 3.029,2 m. alt., que és el punt més alt del terme municipal de la Vall de Boí, i del de Barruera, i que queda íntegrament dins d'aquest terme municipal.
Del Besiberri Sud el termenal se'n va cap al nord-oest, per pujar al Pic Avellaner, de 2.983,4 m. alt. i, seguint cap a ponent alhora que girant lleugerament cap al sud, i va a buscar el Punta Senyalada (2.952,6 m. alt.), fent un arc al nord dels Estanys Gelats. En la mateixa direcció sempre, però cada cop torcent més cap al sud, el termenal amb Vilaller va cap a la Colladeta dels Abellers (2.826,2), el Pic de Baserca (2.872,7) i el Pic del Cap d'Estany Roi (2.827,2).
Fent de dosser de ponent dels estanys Rois (Estany Roi de Dalt i Estany Roi de Baix), la carena, directament cap al sud, s'adreça per la Collada de Fenerui (2.497,5) al Pic d'Estany Roi o del Ferro (2.578,6) i al Pic Roi o Pic de Fenerui (2.584,9). En aquest punt s'acaba el contacte amb el Parc Nacional d'Aigüestortes i Estany de Sant Maurici, que inclou tota la zona de muntanya del terme que s'està descrivint.
En aquest lloc el termenal gira cap a l'oest per, fent un arc, anar girant cap al sud. Passa pel Coll de Senet (2.496,9), el Pic de Munyidor (2.649,9), i el Pic del Clot d'Espós (2.655,4). Sempre carenant i cap a migdia, passa pel Coll d'Obacs, o Colladó de l'Obac (2.515,7) i el Pic d'Obacs (2.636,8). En aquest cim, el termenal torna a emprendre cap a ponent, per la carena de les Costes del Mig i les Costes de Barruera, cap a la Colladeta (2.484,4) i el Pic de Planamorrons (2.474,6).
En direcció sud-oest, el termenal baixa al Port de Gelada (2.069,5), i torna a pujar al Pic de les Pales del Port (2.230,9), des d'on, sempre cap al sud fent esses per tal de seguir la carena de la muntanya, s'adreça al Pic de Gelada (o Cap de gelada) (2.448,6), el Portell (2.391,4) i el Tossal de les Roies de Cardet (2.445,4). Després, ara cap al sud-oest, va a la Collada de Serreta Baixa (2.217,6) i el Pic de Concesse (o Cap de Concesse) (2.331,8), per la Serra Baixa.
Del Cap de Concesse, sempre cap al sud o sud-oest, baixa a la Collada de l'Orri (2.302,3), on el termenal gira en angle recte cap a ponent, abandonant la carena de la muntanya. Així, baixa un bon tros pel barranc Roi, fins a la cota 1.750, lloc on torna a tòrcer, ara cap al sud-oest, seguint aproximadament a la mateixa alçada fins a la capçalera d'un barranc afluent del Roi, en el lloc anomenat Cuamula. Aquí, seguint aproximadament la cota 1.850, pujant cap a la 1.900, ressegueix la muntanya, en general cap al sud-est, fins a arribar a les Pales de Casós. Tot aquest tros és sempre pels vessants de ponent de la muntanya. Quan arriba a tocar la carena, a 1.805 m. alt., el termenal segueix cap al sud-sud-oest, per anar a buscar els vessants orientals de la Collada de Calbo (1.675,9) i el Tossal de Sentúcia (1.710,9), dalt dels quals, però, no arriba: a 1.760 metres d'altitud, en un lloc que no és destacat per cap accident especial, es troben els termes de Barruera (la Vall de Boí), Vilaller i el Pont de Suert (antic terme de Llesp).

### Límit amb l'antic terme de Llesp, del terme del Pont de Suert
Des de la fita triterme que s'acaba de descriure, el termenal, ara entre Barruera i Llesp (és a dir, la Vall de Boí i el Pont de Suert, baixa per un contrafort que uneix aquest punt amb el Tossal dels Porros, de 1.355,6 m. alt. No arriba a tocar el cim d'aquest tossal: des del seu costat de llevant, baixa cap al sud-est per anar a buscar un turonet de 1.010,7 m. alt. que hi ha al nord-est del poble de Llesp, prop del quilòmetre 5 de la carretera L-500, des d'on acaba de baixar fins a la llera de la Noguera de Tor.
Des d'aquest lloc, el termenal segueix la llera del riu cap al nord-est, fins a arribar al lloc on el riu rep per l'esquerra el barranc de Maiedo, que és on ha començat aquesta descripció.

## Interior del terme
Com a pauta general, es pot dir que l'antic terme de Barruera estava marcat per un eix central: la Noguera de Tor, a partir del qual calia considerar tots els seus barrancs afluents, llevat d'un: la vall del riuet de Durro, que formava el terme municipal de Durro. Si bé és cert a grans trets, cal fer algunes precisions, per tal de ser més exactes.

### Capçalera de la Noguera de Tor
De l'Estany de Cavallers cap al nord hi ha tota la zona de capçalera de la Noguera de Tor, que constitueix tot el sector nord del municipi. Emmarcat per una alta carena -arriba als 3.000 metres d'altitud- que separa l'Alta Ribagorça de la Vall d'Aran, es pot considerar que té com a límit de llevant la Creu de Colomers, i de ponent, el Pic de Comaloforno.
A l'interior, tota una xarxa d'estanys i barrancs, que van a parar, finalment, a l'Estany de Cavallers. Així, a ponent es troben, arredossats per l'esmentat Comaloforno i els Besiberris, un sector d'estanys que conté l'Estany Gelat de Comaloforno, amb sis estanyets en el seu entorn, l'Estany de Malavesina, amb un altre de més petit damunt seu, l'Estanyet de Malavesina, o de Riumalo, amb dos més a ponent seu. Els dos estanys de Malavesina formen dues branques del barranc de Malavesina, que és un dels que forma la Noguera de Tor.
Al nord, l'Estany Cloto, l'Estany de Tumeneia de Dalt i l'Estany de Tumeneia de Baix, amb alguns estanyets més a l'entorn de cadascun d'ells, i al nord-est, un altre circ d'estanys, amb els de les Monges, que té en el seu entorn una desena d'estanyets més. Tanca aquesta zona pel sud-oest el Tuc de Roques Negres, de 2.498,1 m. alt.

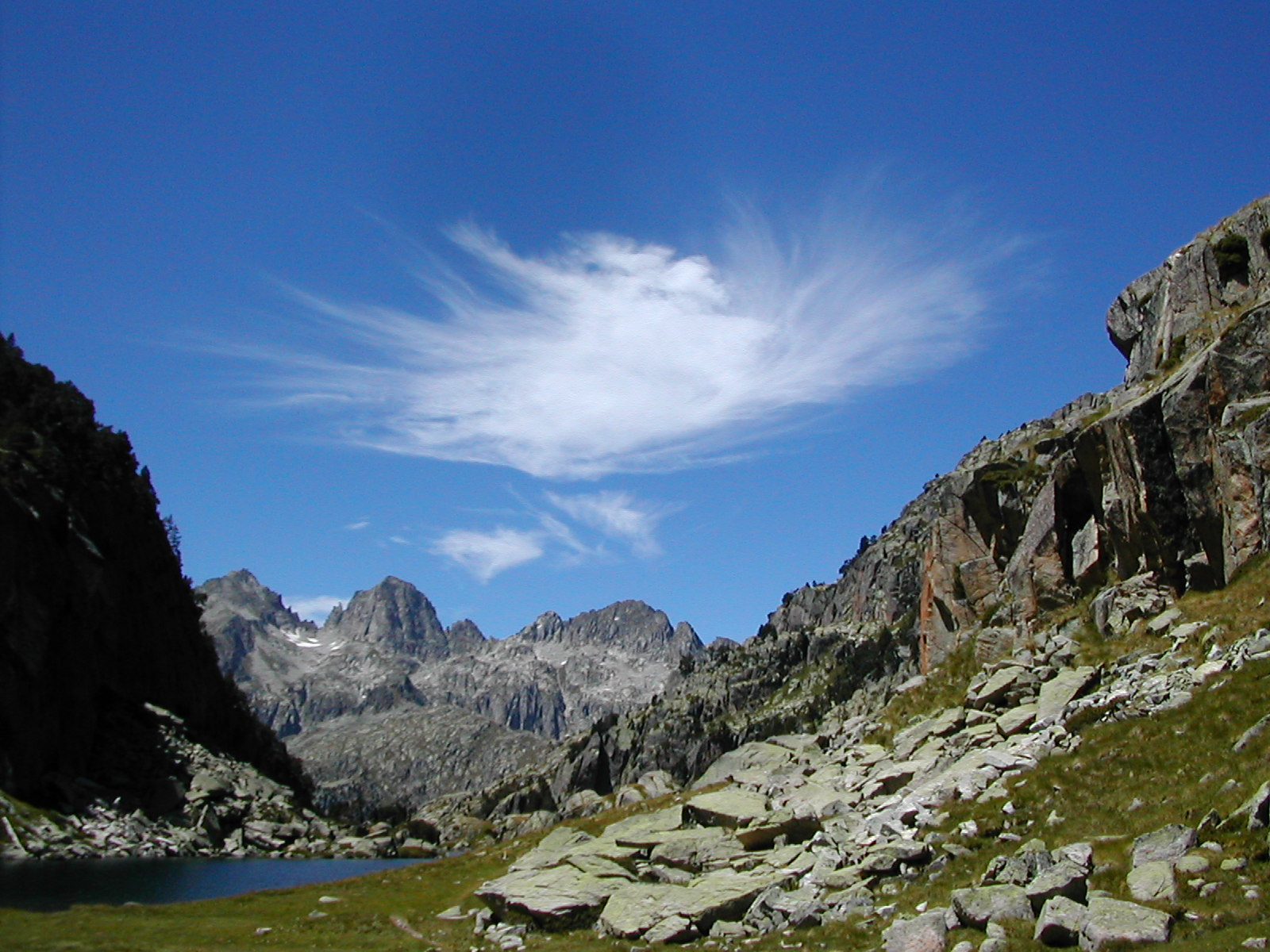
La vall de Colieto

Més a llevant, el grup d'estanys que té a la part superior l'Estany de Travessani, amb l'Estany Clot, i el sistema format per l'Estany del Port de Caldes al damunt i l'Estany de les Mangades a sota seu (i una altra desena d'estanyets més xics), i una altra desena més d'estanyets subsidiaris del de Travessani, i a la part inferior, que rep les aigües dels que s'acaben d'esmentar, l'Estany Negre, amb una altra desena d'estanyets més en el seu entorn, a part dels estanys de Colieto, a l'extrem oriental d'aquest circ: els Estanys de Colieto, l'Estany Tort de Colieto, amb nou estanyets més prop seu, l'Estany Gran de Colieto, que rep tots els anteriors i té un estany fillol sota seu, que duen les aigües al Bassot de Colieto just abans d'abocar-se a l'Estany Negre. L'estrem de la zona de Travessani conté els pics termenals del Tuc del Port de Caldes (2.783 m. alt.) i Pic de Travessani (2.754,7), a més de les Agulles de Travessani (2.599,1), ja dins del terme de Barruera.
De l'Estany Negre al de Cavallers, és el riuet de l'Estany Negre l'encarregat de transvasar l'aigua de la muntanya. Emmarcant la zona de Colieto cap esmentar al nord el Bony dels Estanyets de Colieto, de 2.423,5 m. alt., i al sud-est, els Pics de Comalespada, de 2.826,5 i 2.830,2 
L'Estany Negre és el lloc on es troba el Refugi Joan Ventosa i Calvell, del Centre Excursionista de Catalunya. A l'altre extrem del sector descrit, a llevant del Besiberri Nord, hi ha també un altre refugi: el de Besiberri, de la Federació d'Entitats Excursionistes de Catalunya.
Tot aquest conjunt d'estanys aporten les seves aigües a l'Estany de Cavallers a través de tot de barrancs, alguns d'ells ja esmentats: barranc de Riumalo, barranc de Malavesina, barranc de Llastres, riuet de l'Estany Negre, barranc de Comalespada, barranc de Punta Alta, i tot un munt de barrancs de muntanya de noms generalment desconeguts. Entre els cims que destaven a la zona de Malavesina i Riumalo es poden esmentar el Tossal Esbonllat, de 2.601,4 m. alt., just al sud-est de la termenal Punta d'Harlé de 2.885, i el Bony de l'Orri, de 2.363,2, just a ponent de la part més septentrional de l'Estany de Cavallers.

### Entorn de Caldes de Boí
El lloc on es dreça el santuari, balneari i caseria de Caldes de Boí es pot definir com una vall bastant tancada, on fa les primeres passes la Noguera de Tor en deixar enrere l'Estany de Cavallers. És una vall tancada a ponent per la carena de cims que constitueixen el límit de ponent del terme municipal, entre el Comaloforno (3.029,2 m. alt.), al nord-oest, i els pics d'Obacs (2.636,8) (vegeu el límit amb Vilaller), Comaminyana (2.628,3), Erill (2.518,5) i l'Aüt (2.531,8), al sud-oest, i aquells que separen la vall de la Noguera de Tor de la capçalera del riu de Sant Nicolau, a llevant: la Creu de Colomers (2.894,9), al nord-est, en el límit del terme municipal, i els cims interiors de l'antic terme de Barruera de Contraix (2.958), la Pala Alta de Sarradé (2.983,4), el Pic de la Pala Gespadera (2.876,9), el Bony d'Aigüissi (2.861,9), el Pic de Comaltes (2.781) i el Serrat de Puicastro, ja al sud-est.
A més de la vall alta de la Noguera de Tor, al centre de la qual es troba Caldes de Boí i el Centre d'interpretació ambiental de Toirigo, 500 metres al nord-est de Caldes de Boí, es poden comptar algunes valls subsidiàries del riu principal. A ponent, i de nord a sud, es troben el barranc de Comaloforno, el barranc de Remenegueres, amb l'Estany de la Llosa a la capçalera, el barranc de l'Estapiella i el Canal de Santa Maria, just al nord de Caldes de Boí, i el barranc de la Sallent (amb el sallent, o salt d'aigües que es veu damunt i al sud-oest de Caldes de Boí), també anomenat barranc de Llubriqueto.
Aquest darrer barranc té una complexa capçalera formada per diversos estanys i barrancs: al nord, els tres Estanys Gelats, que estenen el seu circ de formació entre el Pic d'Abellers (2.983,4 m. alt.) al nord-est i la Punta Senyalada (2.952,6) al nord-oest, els quals duen l'aigua a l'Estany Gémena de Dalt, després a l'Estany Gémena de Baix i, a través del Salt de Llubriqueto, arriben al barranc de la Sallent. El límit de llevant d'aquest sector el formen, al sud del Comaloforno, la Punta de Passet (2.997,6) i la Punta de Lequeutre (2.956,2), a més de la Serra Plana i el Bony de la Carma (2.448,5).
Al nord-oest, la capçalera pròpiament del barranc de la Sallent: les Basses d'Estany Roi, que divideixen les seves aigües entre el barranc de la Sallent i el seu afluent, el barranc d'Estany Roi; més a l'oest, la capçalera del barranc d'Estany Roi, amb l'Estany Roi de Dalt i l'Estany Roi al capdamunt, alimentat per la Font del Ferro.
Finalment, al sud-oest, una mica més avall d'on es troba l'envasadora de les Aigües Minerals de Caldes de Boí, aflueix el barranc d'Estallobago, o de la Muntanyeta, que rep a mig camí el barranc de Comaminyana. Aquest darrer barranc baixa del circ format pels ja esmentats l'Aüt, Pic d'Erill, Pic dels Obacs, a més del Pic de Clot d'Espós (2.655,4 m. alt.), Pic de Munyidor (2.649,8), i Pic de Fenerui o Roi (2.584,9). La carena que separa aquesta vall de la del barranc de la Sallent és la serreta que conté el Bony dels Roures (2.086,5) i el Serrat de Cinyello. La Canal de Pedrabona tanca les afluències d'aigua d'aquest sector, ja al sud del sector.
Pel costat de llevant de la vall, i de nord a sud, hi ha el barranc de Comalesbienes, que té un circ lacustre al capdamunt, emmarcat per la Punta Alta al nord, que separa aquesta vall de la zona del Pic de Comalespada i de Colieto, i els esmentats Pala Alta de Sarradé, Pic de la Pala Gespadera i Pic de Comaltes al sud-est. Una mica més al sud, i paral·lel al barranc de Comalesbienes, es troba el barranc de Comaltes, que aflueix en la Noguera de Tor just on hi ha la Font del Ferro i el Centre d'interpretació ambiental de Torigo. Tanca aquesta zona el Serrat de Puicastro, al sud del qual es troba ja la vall del riu de Sant Nicolau.

### Vall de Sant Nicolau
La vall formada pel riu de Sant Nicolau és la zona més coneguda pels visitants del Parc Nacional d'Aigüestortes i Estany de Sant Maurici. Es tracta, pròpiament, de la zona d'Aigüestortes, anomenada així sobretot pel traçat del curs del riu de Sant Nicolau i de la forma que pren la mateixa vall.
Separen aquesta vall de les anteriorment esmentades, pel nord, i de sud-oest a nord-est, el Serrat de Puicastro, el Coll Arenós, de 2.625,7 m. alt. i la línia de pics de Comaltes (2.781), el Bony d'Aigüissi (2.861,9), el Pic de la Pala Gespadera (2.876,9), la Pala Alta de Sarradé (2.983,4) i el Contraix (2.958), des d'on tanca cap al cim termenal de la Creu de Colomers, de 2.894,9. El límit de llevant coincideix amb els termenals amb Naut Aran primer, amb Espot després, i amb la Torre de Cabdella finalment (vegeu-ne la descripció més amunt), entre la Creu de Colomers i el Pic de Nariolo, de 2.856,7. El límit meridional, que separa la vall de Sant Nicolau de la del riu de Sant Martí (és a dir, la vall on es troben els pobles de Boí i Taüll, està format pels pics termenals amb la Torre de Cabdella entre el suara esmentat Pic de Nariolo i el Pic Gran del Pessó, de 2.894. A partir d'aquest darrer pic, la carena que tanca la vall s'estén cap al nord-oest, ja a l'interior del terme de Barruera: Colladeta de l'Ós (2.675,4), Pic Roi (2.750,4), Collada del Montanyó (2.655,5), Tuc dels Carants (2.791,4), Collada dels Carants (2.659,8), Tuc de les Costes (2.723,3), Cap de les Cornetes (2.681,4), Serra de Casesnoves, Tuc de la Comamarja (2.562,1), Serra de Llats, amb la Colladeta del Forat de Gel (2.238,9), i Roca del Caragol (1.675), des d'on davalla cap a la Noguera de Tor just al quilòmetre 16 de la L-500.
A l'extrem nord-est de la vall de Sant Nicolau hi ha la zona lacustre de Contraix, amb l'Estany de Contraix, del qual neix el barranc de Contraix. Al cap de poc d'haver-se format, aquest barranc rep del nord-est les aigües que baixen dels cinc Estanys Gelats de Contraix i del sud-oest, les que procedeixen de l'Estany de la Passada. Continua davallant el barranc de Contraix cap al sud-est, i s'aboca en el riu de Sant Nicolau prop d'Aiguadassi, a mig camí entre els refugis de la Centraleta, del tipus bivac i gestionat pel mateix Parc Nacional, i de l'Estany Llong.
Més a llevant neix el riu de Sant Nicolau, que és l'eix vertebrador d'aquesta vall. De fet, el riu es forma a l'Estany Redó, dins del terme d'Espot, al Pallars Sobirà, però aviat entra en el terme de la Vall de Boí, i va a parar a l'Estany Llong; a l'extrem de ponent d'aquest estany allargassat hi ha les ruïnes del Refugi Vell d'Estany Llong i, més a ponent, l'actual Refugi d'Estany Llong, també gestionat pel Parc Nacional.
L'Estany Llong, però, a més de les aigües de l'Estany Redó rep en el seu extrem sud-est el barranc de Peixerani, que davalla del sector sud-est de la vall de Sant Nicolau. Es tracta d'un barranc format en dues valls diferents. A l'extrem de llevant del terme, i en part dins del terme d'Espot, hi ha, sota i a l'est del Tossal de la Muntanyeta (2.771,4), els Estanys dels Gavatxos, que són més de deu (només els dos de més amunt, un de gros i un de petit, són en terme de la Vall de Boí: la resta són dins del d'Espot). Els Estanys dels Gavatxos afueixen en l'Estany Nere, encara en terme d'Espot, que és on es forma el barranc de Peixerani, el qual baixa cap a l'oest i entra en terme de Barruera. Just al límit dels dos termes, i al nord del barranc, hi ha la Bassa de les Granotes, que només té sortida cap a aquest barranc quan està molt ple.
Paral·lela a la vall dels Estanys dels Gavatxos, que aflueix en el barranc de Peixerani una mica a ponent del seu naixement, hi ha la Coma d'Amitges. El barranc que la centra, barranc de Cometes, es forma entre els ja esmentats Tuc de la Montanyeta i Tossal de la Montanyeta, i crea l'Estany de la Coma d'Amitges, amb algun estanyet al seu voltant, entre els quals destaca l'Estany Perdut, al seu sud-est.

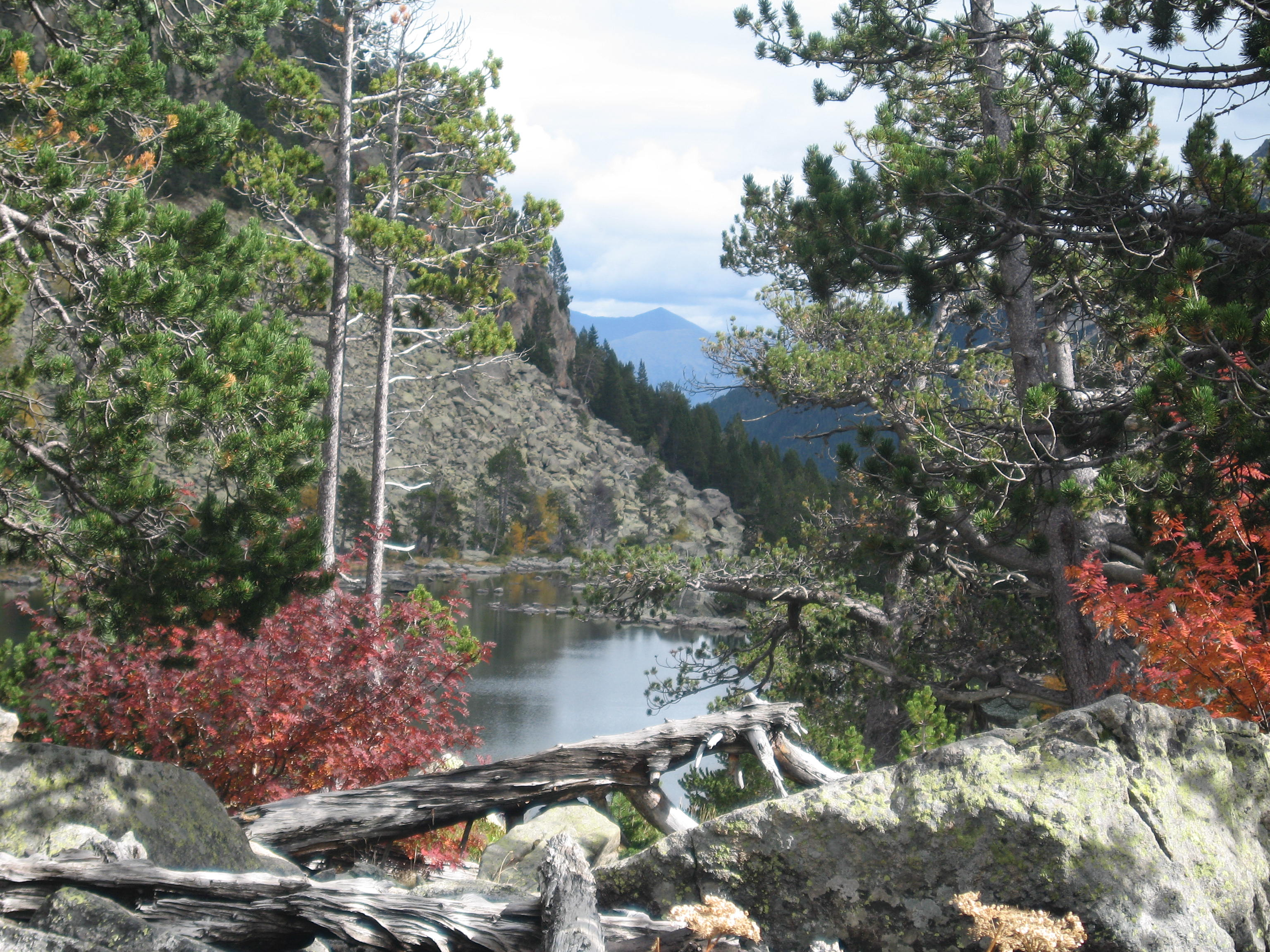
Un dels estanys de la vall de Sant Nicolau

El riu de Sant Nicolau, poc després de formar-se i de rebre l'aportació dels barrancs de Contraix i de Peixerani, comença a rebre les aportacions de tot de barrancs que davallen de les muntanyes que envolten la vall: per l'esquerra, el barranc de les Corticelles, que neix dels deu Estanys de les Corticelles, situats en un circ entre les Agulles de Dellui (2.544 m. alt.), a l'oest, el Tuc de la Montanyeta (2.674,8), al sud-oest, i una serreta que separa aquesta vall de la Coma de Mitges, a llevant.
Aquest riu va davallant en una vall realment torta, i emprèn la direcció sud-oest fent un ample revolt, i al cap de poc rep el barranc de Dellui per l'esquerra. Aquest barranc baixa del sector més al sud-est de la vall, sota i al nord del Pic de Dellui, formant una petita vall delimitada a llevant pels ja esmentats Tuc de la Montanyeta i Agulles de Dellui, al sud pel Pic de Dellui i a l'oest per un contrafort d'aquest darrer pic. En aquest lloc, recollint l'aigua de tot el circ que forma, es crea l'Estany de Dellui, del qual arrenca el barranc del mateix nom, que baixa cap al nord-oest recollint també l'afluència d'alguns estanyets petits més: els vuit Estanyets de Dellui, en part afluents del barranc de Dellui, i en part directament del riu de Sant Nicolau.
S'arriba així a un dels llocs més concorreguts del Parc Nacional d'Aigüestortes i Estany de Sant Maurici: el Planell d'Aigüestortes. També arriba en aquest lloc el barranc de Morrano, que rep en el darrer moment les Canals de Morrano. El barranc de Morrano és paral·lel al barranc de Dellui, i baixa del sud-est, dels vessants occidentals del Pic de Dellui, formant un circ lacustre on es troben, d'oest a est, l'Estany de la Ribera, l'Estany Xic de Morrano i l'Estany Major de Morrano. El barranc de Morrano rep, encara, les aigües d'un estany situat una mica més al nord: l'Estany de la Collada. La vall d'aquest barranc està limitada pel costat de llevant per un contrafort del Pic de Dellui, i per ponent, per la Serra de les Mussoles.
A l'extrem oest del Planell d'Aigüestortes, al davant d'on hi ha la capella del Sant Esperit, s'obre el Planell del Sant Esperit. En aquest lloc aflueixen encara des del sud el barranc dels Llacs, que davalla des del circ de les Mussoles, un cap de vall emmarcat a llevant per la Serra de les Mussoles, al sud-est pel Pic de Morrano i el Cap de Reguera, al sud pel Pic de les Mussoles i la Dent de les Mussoles, el Pic Gran del Pessó i el Pic Roi, i a ponent pels Crestells del Montanyó, amb el Bony del Graller, de 2.645,8 m. alt. Són, de fet, dues valls paral·leles que s'ajunten per formar aquest barranc. A la capçalera del barranc dels Llacs es troba el barranc de les Mussoles, format en els estanys del capdamunt de la vall: els sis Estanys del Cap de les Mussoles, dessota seu l'Estany de les Mussoles, des d'on arrenca ja aquest barranc. El barranc de la Cometa de les Mussoles és el barranc paral·lel per l'oest que se li ajunta al cap de poc.
El pròpiament anomenat barranc de Llacs es forma en un altre circ, situat al sud, on, paradoxalment, hi ha un sol estanyet al capdamunt i un altre bastant avall, format artificialment, el darrer. Davalla del circ format pel Pic Roi, al sud-est, el Tuc dels Carants, al sud, i el Tuc de les Costes, el Cap de les Cometes, ja esmentats, i la línia format per la serra interior del Bony Negre, de 2.724,1 m. alt., la Collade del Bony Blanc (2.625,5), el Bony Blanc (2.756,7) i el Tuc de Llebreta (2.523,2), al sud-oest i oest. La capçalera del barranc dels Llacs és el barranc del Montanyó, al qual s'ajunta la Canal Seca. Al costat de ponent, i ajuntant-se al barranc de Llacs al capdavall, hi ha el barranc de la Cometa de la Qüestió.
En el Planell de Sant Esperit, arriben per la dreta el Canalot de Sant Esperit i la Canal de la Màs del Bisbe, per l'esquerra. En aquesta canal hi ha la Cascada de Sant Esperit. El riu de Sant Nicolau continua cap a ponent, i arriba aviat a l'Estany de Llebreta, al nord del qual hi ha la Cabana del Magre, al nord-oest, la Borda de Sant Nicolau, i a l'oest la capella de Sant Nicolau de Boí, just al límit del Parc Nacional. Són molts els barrancs que hi aflueixen, però cal destacar tres que provenen del nord: el barranc de Sarradé, el barranc de Copiello, molt curt, i el barranc d'Aigüissi.
El de Sarradé forma una vall molta marcada, delimitada a llevant pel Serrat dels Ginebros i els cims del Cap de Pleta Mala (2.692,9 m. alt.), el Cap de les Pales del Planell Gran (2.746,5), al nord pel Racó de Contraix, el Pic de Sarradé, el Coll de Sarradé, el Pic de Contraix, el Coll de Colieto, les Crestes Barrades i el Pic de la Pala Alta de Sarradé, el Pic de la Pala Gespadera i el Bony d'Aigüissi, la majoria ja esmentats anteriorment, i a ponent pel Colladó d'Aigüissi i el Bony de Copiello, o Cap de Copiello, de 2.508,3 m. alt.
Dins d'aquesta vall, baixa directament des dels pics anomenats els barrancs de capçalera que, mitjançant, alguns estanyets, van confluint en l'Estany de Sarradé d'Amunt. S'hi forma el Canalot de Sarradé d'Amunt, que recull l'aigua de la Bassa de Sarradé, se li ajunta per l'esquerra les Canals del Racó i d'altres barrancs més curts, i van a parar a l'Estany de Sarradé, que també recull d'altres barrancs de les muntanyes de l'entorn. D'aquí, el barranc de Sarradé davalla ja cap al riu de Sant Nicolau just a llevant de l'Estany de Llebreta.
El barranc d'Aigüissi es forma sota mateix de l'esmentat Bony d'Aigüissi, i davalla cap al sud cap als Estanyets d'Aigüissi, i després ja cap al riu de Sant Nicolau, en un llarg i estret recorregut. Els límits de llevant d'aquesta petita vall són els de ponent de la vall del barranc de Sarradé, al nord té el Bony d'Aigüissi, i a ponent, una carena formada pel Pic de Comaltes, ja esmentat, i el Coll Arenós, de 2.625,7 m. alt.
A partir de la capella de Sant Nicolau, només la meitat meridional de la vall pertany al Parc Nacional. La meitat septentrional està formada pels vessants del sud del Serrat de Puicastro, amb els barrancs de les canals dels Estallos, de la Redona, de les Tres Fonts, del Serrat Gran, de la Pleta Xica, del Goter Fondo, de la Graera Grossa, de Ribes Blanques i del Caldo.
La meitat meridional de la vall, inclosa en el Parc Nacional, té com a límit oriental els esmentats Tuc de Llebreta, Bony Blanc, Bony Negre i Cap, o Tuc, de les Cometes, i com a límit sud, des del Cap de les Cometes cap a ponent, la Serra de Casesnoves, amb el Tuc de la Comamarja (2.562,1 m. alt.), la Serra de Llats i la Roca del Caragol, de 1.675. El límit de ponent és ja la mateixa Noguera de Tor, a la zona de la Central hidroelèctrica de Caldes de Boí.
Finalment, el riu de Sant Nicolau s'aboca en la Noguera de Tor en el Pont de la Farga; a l'antiga Farga del lloc hi ha instal·lat un dels centres d'atenció turística del Parc Nacional d'Aigüestortes i Estany de Sant Maurici.

### Entorn d'Erill la Vall
Aquest sector torna a ser la vall principal de la Noguera de Tor, des del Serrat de Puicastro, a llevant, i la carena dels ja esmentats Pic Roi i Bony dels Roures a ponent, cap al sud, fins a la línia marcada a ponent per la carena que comença en el Pic d'Obacs, els ja esmentats Pic de Comaminyana i Pic d'Erill, i la Corona del Pinar, o Faro d'Erill, (2.061,6 m. alt.), el Puiagudo (1.780) i la Roca de l'Àliga (1.713,6), i a llevant per la mateixa Noguera de Tor. De fet, aquest sector és tot al costat de ponent de la vall del riu, i es correspon amb la vall del riu de Sant Martí, a llevant.
Conté aquest entorn una sèrie de valls de profunds i dreturers barrancs que baixen tots de ponent a llevant, i uns quants cims interiors de força desnivell respecte de la llera de la Noguera de Tor. De nord a sud, trobem el barranc de Pedregana, el barranc dels Hortos i el barranc de Planamolín, tots dos formats als vessants orientals del també ja esmentat l'Aüt, el barranc de Basco, que passa per ponent d'Erill la Vall, que baixa des del sector meridional de l'Aüt i el Pic d'Erill. El barranc de Basco neix a la Collada de Basco, i aviat rep per la dreta el barranc Manyago i per l'esquerra el barranc d'Erill, que es troba amb el de Basco a ran de les Bordes d'Erill. Més avall encara rep per l'esquerra el barranc de Ribampiedro.
Al sud-oest d'Erill la Vall, baixen de la muntanya la Canal del Pas del Mig, la Canal dels Esquisons i la Canal Fonda, i, finalment, el barranc de Picolasso.
Domina aquest sector, i en marca totes les valls dels barrancs, la carena formada, de ponent a llevant, pel Pic d'Erill, l'Aüt, les Roques Blanques, de 2.308 m. alt., els Malls d'Estallobago i la Pena de l'Alba, de 1.975.

### Vall del Riu de Sant Martí
Aquesta vall és tota ella a l'esquerra -llevant- de la Noguera de Tor, i està limitada al nord totes les serres i muntanyes que fan de límit meridional de la vall de Sant Nicolau, ja esmentades, i a llevant per les serres i muntanyes termenals amb la Torre de Cabdella i Sarroca de Bellera (antic terme de Benés, també esmentades anteriorment. El límit meridional és el limítrof amb l'antic terme de Durro, també esmentades més amunt, i l'occidental és la mateixa Noguera de Tor.
A l'extrem nord-est d'aquesta vall hi ha l'Estany del Pessó d'Amunt i, sota seu, el del Pessó d'Avall, amb algun estanyet petit més, que formen el barranc del Pessó. Prop del Bosc de Moró i de la Cabana dels Pastors, se li ajunta el barranc del Port de Rus, amb el barranc de la Comarqueta i l'estany del mateix nom a la capçalera, i, entre tots dos i altres barrancs que davallen de lo Pessó Petit i el Pic de l'Estanyet, formen el riu de Sant Martí.
Procedent del sud, s'incorpora al riu de Sant Martí, al cap de 700 metres de formar-se, el barranc de Moró, que procedeix de la muntanya entre el Tuc de Moró i el Cap de les Raspes Roies. Forma una vall encaixada entre el Castellet de Moró (2.681,9 m. alt.) i el Tossal de la Mina (2.607,8) a l'est i el Bony de la Redona, o de les Pales, (2.626,1) i el Serrat de l'Orri a l'oest. A ponent d'aquesta darrera carena s'estén la vall del barranc de Mulleres (o riuet de Mulleres), que té com a límit ponentí la carena que baixa cap al nord de la ja esmentada Pica Cerví de Durro: Bony de Ginebrell, o Pic de la Pala de Ginebrell, de 2.323,6 m. alt., Puiafalcons (1.977,3) i Tossal de la Llobarçana (1.976,3).
La vall del barranc de Mulleres és la que allotja l'Estació d'esquí Boí-Taüll, les instal·lacions de la qual s'estenen cap al Pic de la Pala de Ginebrell, la Pica Cerví de Durro, el Port d'Erta i el Pas de Llevata, a la carena termenal amb Sarroca de Bellera (antic terme de Benés. El barranc de Mulleres es forma al Cap de Mulleres, on també es troba la Font del Port i el barranc del Muntanyó, que discorren en part de forma subterrània a la zona d'esquí. Hi ha dos estanys, un al centre de les instal·lacions, i l'altre a llevant del nucli principal de l'Estació d'esquí.
Poc després de l'Estació d'esquí hi aflueix per la dreta el barranc de Collbirrós, que té els Estanyets de Collbirrrós a la capçalera. El riuet de Mulleres va davallant cap al nord, i rep per l'esquerra el barranc de la Llobarçana, i després, per la dreta, el barranc de Ribabiola, per l'esquerra el barranc de Puifalcons, i s'aboca en el riu de Sant Martí al sud-est del Pla de l'Ermita.
Abans d'arribar al Pla de l'Ermita, però, cal esmentar els barrancs que arriben al riu de Sant Martí pel nord. D'est a oest són: el barranc dels Carants, separat del barranc del Pessó pel Serrat de la Corda i el de les Costes, que davallen de la Serra de Casesnoves. El darrers dels dos barrancs queda separat del Pla de l'Ermita pel Serrat dels Hortons, contrafort meridional del Tuc de la Comamarja, ja esmentat.
El Pla de l'Ermita és un pla situat a poc més de 1.600 metres d'altitud on el riu de Sant Martí sembla reposar abans de baixar cap als tres nivells inferiors, on hi ha, respectivament, el poble de Taüll, el de Boí i la llera de la Noguera de Tor. El Pla de l'Ermita s'estén a llevant de l'ermita que li dona nom: Sant Quirc de Taüll. El riu de Sant Martí passa pel costat sud de la urbanització, on rep les aigües del barranc de Sarradiells, i poc després el de les Regades.
Ja a l'altura de Taüll, arriba per la dreta el barranc de Comamarja, al qual s'uneix el de Torrosso, que passa per llevant del poble, i el barranc de Remediano, que hi passa pel mig i separa el nucli vell del nou barri de la Guinsa.
Un cop a Boí, encara li arriben per la dreta un altre barranc: el de les Colomines, a llevant del poble. Una mica més al nord-oest hi ha el barranc dels Arenys, que passa pel mig de Boí, però aiguavessa directament en la Noguera de Tor.

### Entorn de Barruera
Aquest sector es correspon, quasi completament, amb la part de la vall glacial, que s'estenia entre Cardet i pràcticament el poble d'Erill la Vall. És la part més ampla i plana de tota la Vall de Boí, centrada pel poble de Barruera, que fa de cap municipal. A llevant d'aquest sector es troba l'espai ocupat per l'antic terme municipal de Durro, que disposa d'article propi.
Marquen els seus límits, al nord, l'esmentat com a límit meridional i de ponent del sector d'Erill la Vall, a llevant, la Noguera de Tor, a ponent i nord, les muntanyes de la carena termenal amb Vilaller, suara esmentades, entre el Pic d'Obacs al nord i el Tossal de les Roies de Cardet al sud, i a migdia, la carena que davalla d'aquest darrer tossal cap al sud-est: el Serrat de les Costes i el Tossal dels Vilars, el Tossal Sobirà, a 1.586,1 m. alt., i la Torreta, a 1.440,6. Tanca pel sud aquest sector el Pantà de Cardet, que és el lloc on degué ser la morrena frontal de la gelera que ocupava el fons de la vall de la Noguera de Tor en aquest sector.
En bona part, és un sector semblant al d'Erill la Vall, però centrat sobretot en una vall dreta i profunda, d'un barranc que davalla del nord-oest cap al sud-est, per anar a buscar la Noguera de Tor. Just al nord de Barruera es troba el barranc de Calbo, o riuet de Barruera, que s'origina en un ample cric, del qual davallen els barrancs de la Muntanyeta de Barruera, amb la Canal del Mig a la capçalera i el Canal de la Dreta més endavant, i el barranc de Vilagrassa.
Al costat de llevant de la vall, un petit sector pertanyia de sempre a Barruera: es tracta dels Obacs de Barruera, i de tot el sector del fons de la vall: el Plano de Barruera, així com un tros dels vessants occidentals de la Roca d'Espà, per on puja la carretera de Durro.

### Entorn de Cardet i de Cóll
Així com l'entorn de Barruera era una vall ampla i oberta, a partir del Pantà de Cardet, torna a ser una vall tancada, amb cims a banda i banda. El límit de llevant és l'antic terme de Durro, en el sector de Saraís, i després un tros de l'antic terme de Llesp, actualment del Pont de Suert. El límit nord, el marcat suara com a límit sud del sector de Barruera, el de ponent el límit entre els municipis de la Vall de Boí i Vilaller, també descrit més amunt, i el sud, el límit del terme amb Llesp (el Pont de Suert), igualment descrit al començament.
Torna a ser un sector de barrancs que davallen de la muntanya, de ponent cap a llevant, marcant valls profundes i de gran desnivell. Al nord, el barranc de les Roies de Cardet, que passa a ponent del poble d'aquest nom, que baixa des del tossal que té el mateix nom del barranc; més al sud, el barranc de Solanello, que davalla del Tossal de l'Orri i té com a límit de la seva vall el Serrat de Toirigo, el barranc de l'Empriu, entre el serrat acabat d'esmentar i el Serrat de la Moixera, el barranc de Comabona, al sud del darrer serrat, el barranc de Fenero, que rep el barranc de Consesse just al sud del poble de Cóll, i el barranc de Comaviselles, a prop del límit del terme municipal.

## Parc Nacional
Quasi la meitat de l'antic terme de Barruera, i actual de la Vall de Boí, pertany al Parc Nacional d'Aigüestortes i Estany de Sant Maurici. Aquest fet, juntament amb les Esglésies romàniques de la Vall de Boíi l'Estació d'esquí Boí-Taüll, ha provocat el canvi absolut del sistema econòmic de la vall i del municipi, que s'han convertit en un important destí turístic tot l'any, per una causa o l'altra.

## Nuclis de població
Formaven l'antic municipi de Barruera els pobles de Barruera, que sempre ha actuat com a cap de municipi, Boí, Cardet, Cóll, Erill la Vall i Taüll. El completaven el santuari, balneari i caseria de Caldes de Boí, i la urbanització moderna, subsidiària de l'Estació d'esquí Boí-Taüll, del Pla de l'Ermita.

## Història
Pertanyent des de l'alta edat mitjana a la baronia d'Erill, es mantingué dins de l'òrbita dels possessors d'aquest títol fins a la fi dels senyorius, al segle xix. Foren els Erill qui donaren el gran impuls constructiu que permeté l'existència de les avui esglésies romàniques de la Vall de Boí, Patrimoni de la Humanitat da la Unesco. La major part dels pobles pertanyia a aquell llinatge, però Cardet i Erill la Vall foren donats a Santa Maria de Lavaix, monestir també molt lligat als Erill, i Cóll, en canvi, pertanyia al bisbat de Lleida.
En el cens de Floridablanca, la suma de les parròquies del terme dona 492 habitants (1787). El 1900 hi havia 849 habitants, el 1910, 974 i el 1920, 995. Es tractava d'una revifalla dins de la tendència a la baixa, que continuà imparable: 807 el 1930, 797 el 1950, 746 el 1960, 716 el 1970 (ja s'hi havien afegit els habitants de Durro), 546 el 1975 i 526 el 1981. En els darrers 25 anys, la transformació turística del terme ha capgirat radicalment la situació, i el 2009 ja té 1.111 habitants.
En el cens del 1857 Barruera apareix amb 1.157 habitants i 199 cèdules personals inscrites, repartides de la manera següent: Barruera, 756 habitants i 105 cèdules; Bohí, 72 i 17; Cardet, 48 i 12, Caseríos, tres, 20 i 5; Coll, 70 i 15, Erilavall, 68 i 14; Nuestra Señora de Caldas, 35 i 7, i Tahull, 88 i 24.

## Antic ajuntament de Barruera
L'alcaldia de Barruera fou exercida, al llarg dels anys, per les persones següents:
- Josep Feixa (1897)
- Miquel Canut (1898)
- Miquel Peiró (1898 - 1899)
- Josep Garcia i Riba (1900)
- Josep Pifarré (1917)
- Josep Huot (1947)
- Dionís Farrera (1949)

## Llocs d'interès
| - Fons de vall glacial de Barruera - Jardins del santuari i balneari de Caldes de Boí - Parc Nacional d'Aigüestortes i Estany de Sant Maurici - Paisatges des de les Bordes d'Erill - Paisatges des de Taüll i des del Pla de l'Ermita. - Poble vell de Barruera - Sant Feliu de Barruera, Patrimoni de la Humanitat - Poble de Boí - Sant Joan de Boí, Patrimoni de la Humanitat - Sant Nicolau de Boí - Sant Pere de Boí - Santuari de Caldes de Boí | - Poble de Cardet - Santa Maria de Cardet, Patrimoni de la Humanitat - Poble de Cóll - Santa Maria de Cóll, Patrimoni de la Humanitat - Poble d'Erill la Vall - Santa Eulàlia d'Erill la Vall, Patrimoni de la Humanitat - Sant Cristòfol d'Erill la Vall - Poble de Taüll - Santa Maria de Taüll, Patrimoni de la Humanitat - Sant Climent de Taüll, Patrimoni de la Humanitat - Sant Martí de Taüll - Sant Quirc de Taüll |

## Serveis turístics
En primer lloc, cal esmentar els serveis de cara al turisme derivats de la declaració de les esglésies romàniques de la Vall de Boí per la UNESCO. Arran d'aquesta declaració, s'ha construït un Centre d'interpretació del romànic a Erill la Vall, que ofereix una visita amb modalitat de lliure i guiada a la totalitat de les esglésies incloses en el catàleg. És una de les visites més recomanables del municipi i de la comarca.
L'oferta turística en el municipi de la Vall de Boí és ampla i variada. A més, es desdobla en campanya d'hivern, enfocada de cara a l'esquí, i d'estiu, enfocada de cara a la muntanya i al turisme familiar de vacances.
La llista d'establiments d'allotjament és ampla:
Hotels i pensions:
- Barruera: Hotel Farré d'Avall, Pensió Noray
- Boí: Hotel Pey, Pensió Fondevila, Pensió Pascual
- Caldes de Boí: Hotel Caldes, Hotel Manantial
- Cóll: Casa Peiró
- Erill la Vall: Hostal la Plaça, Pensió l'Aüt, Pensió Pernalle
- Pla de l'Ermita: Hotel Boí Taüll Resort, Hotel Petit Muntanyó, Hotel Romànic, Hotel Taüll, Pensió el Bouquet, Residencial la Solana
- Taüll: Hostal rural Santa Maria, Hotel rural el Xalet de Taüll, Hotel el Rantiner, La Bordeta, Pensió la Coma, Pensió Montiberri, Pensió Sant Climent.

Pel que fa a residències de turisme rural, es poden trobar:
- Barruera: Casa Carlà, Casa Casanova, Casa Coll, Casa Comella, Casa Joan, Casa l'Hortal, Casa Milagros, Casa Pubill
- Boí: Casa Marco, Casa Martí, Casa Tenda
- Les Cabanasses: Casa Les Cabanasses
- Cardet: Ca de Farré, Casa Torellola I, Casa Torellola II
- Erill la Vall: Casa Antonieta, Casa Ferro, Casa l'Era de Ferro, Casa Pernalle
- Taüll: Casa Baró, Casa Casolà, Casa Corral, Casa Moliner, Casa Moneny, Casa Plano Minguero, Casa Valentí, Casa Xep.

Pel que fa a apartaments turístics i aparthotels:
- Barruera: Alta Muntanya, Apartaments l'Era de Baix
- Boí: Apartaments la Peguera, Els Arenys,
- Pla de l'Ermita: Apartaments la Solana, Apartaments Pleta Bona, Aparthotel Augusta, Residencial la Solana
- Taüll: Apartaments Petic Saüc.

D'albergs i cases de colònies, a Erill la Vall hi ha la Borda Vidal. Pel que fa a campaments juvenils, hi ha el del Parc d'interpretació ambiental de Toirigo, a les portes del Parc Nacional d'Aigüestortes i Estany de Sant Maurici, i de càmpings oberts, un a Barruera (Boneta) i un a Taüll (Taüll).
Cenyint-se a la restauració, a part dels establiments anteriors que també tenen servei de restaurant obert al públic en general, podem trobar:
- Barruera: Bar cafeteria tapes i bar musical Espai l'Era, Farré d'Avall, La Llebreta,
- Boí: La Cabana, Ca la Pepa, Pizzeria Casós, La Taverneta
- Erill la Vall: La Granja
- Pla de l'Ermita: Asador Sidreria Karpanta, El Residencial, L'Ermitatge, Sant Quirze, Self-service Aramís
- Taüll: El Caliu, El Fai, Llesqueria l'Empriu, Mallador, Sant Climent, Sedona

A més, cal comptar amb establiments semblants a diversos pobles del voltant, dins del terme del Pont de Suert i, sobretot, a l'antic terme de Durro.
Finalment, caldria destacar tot d'establiments dedicats a l'explotació turística de l'esquí i de la muntanya, des de botigues d'esports, a empreses dedicades a l'ensenyament de l'esquí o a la promoció dels esports d'aventura.

## Comunicacions
Dues són, oficialment, les carreteres que discorren per l'antic terme de Barruera: la L-500 (N-230/N-260, al Pont de Suert - Caldes de Boí), i la L-501 (L-500, a la Vall de Boí - Taüll). Aquesta darrera surt de la primera a un quilòmetre al nord del trencall d'Erill la Vall i ha estat modernament allargada fins al Pla de l'Ermita.
A través d'aquestes carreteres, Barruera dista 13,7 quilòmetres del Pont de Suert, cap de la comarca, 49,5 de Vielha, 52,5 de la Pobla de Segur, 64,5 de Tremp, cap del partit judicial, 70,8 de Benavarri, 74,7 de Sort i 127 de la Seu d'Urgell, cap del bisbat al qual pertany.
Les distàncies del cap de municipi als pobles que el formaven eren les següents: 5,4 a Boí, 7,5 a Caldes de Boí, 3 a Cardet, 7 a Cóll, 4 a Erill la Vall, 9,5 al Pla de l'Ermita, i 8,2 a Taüll.
Pel que fa a transport públic, dues línies relliguen Barruera amb la resta de Catalunya. Una d'elles és la línia que s'inicia a Taüll i per Barruera i el Pont de Suert, puja cap a Vilaller i Vielha. Un servei al dia en cada direcció, però amb la característica que el de tornada es queda a Barruera, no arriba a Taüll, que és on s'inicia el primer servei.
L'altra és una línia que relliga Caldes de Boí amb el Pont de Suert, recorrent tota la vall de Boí. L'agost del 2009 no estaven disponibles els seus horaris.